# Dauphins de Nice 2023
Questa voce raccoglie le informazioni riguardanti i Dauphins de Nice nelle competizioni ufficiali della stagione 2023.

## Division Élite 2023

### Stagione regolare
| 4 febbraio 2023, ore 19:00 1ª giornata | Dauphins de Nice | 36 – 3 referto | Centaures de Grenoble | \| Arbitro: \| Vigne \| |
| Arbitro:                               | Vigne            |                |                       |                         |

| 11 febbraio 2023, ore 19:00 Anticipo 2ª giornata | Dauphins de Nice | 15 – 20 referto | Grizzlys Catalans | \| Arbitro: \| Vigne \| |
| Arbitro:                                         | Vigne            |                 |                   |                         |

| 11 marzo 2023, ore 19:00 4ª giornata | Ours de Toulouse | 6 – 13 referto | Dauphins de Nice | \| Arbitro: \| Silverio \| |
| Arbitro:                             | Silverio         |                |                  |                            |

| 18 marzo 2023, ore 19:00 5ª giornata | Dauphins de Nice | 24 – 7 referto | Argonautes d'Aix-en-Provence | \| Arbitro: \| Vigne \| |
| Arbitro:                             | Vigne            |                |                              |                         |

| 2 aprile 2023, ore 13:00 6ª giornata | Grizzlys Catalans | 10 – 6 referto | Dauphins de Nice | \| Arbitro: \| Lejeune \| |
| Arbitro:                             | Lejeune           |                |                  |                           |

| 9 aprile 2023, ore 13:00 7ª giornata | Blue Stars de Marseille | 24 – 14 referto | Dauphins de Nice | \| Arbitro: \| Labrouve \| |
| Arbitro:                             | Labrouve                |                 |                  |                            |

| 22 aprile 2023, ore 19:00 8ª giornata | Centaures de Grenoble | 28 – 23 referto | Dauphins de Nice | \| Arbitro: \| Mallet \| |
| Arbitro:                              | Mallet                |                 |                  |                          |

| 29 aprile 2023, ore 19:00 Recupero 3ª giornata | Dauphins de Nice | 12 – 10 referto | Blue Stars de Marseille | \| Arbitro: \| Vigne \| |
| Arbitro:                                       | Vigne            |                 |                         |                         |

| 6 maggio 2023, ore 19:00 9ª giornata | Dauphins de Nice | 10 – 21 referto | Ours de Toulouse | \| Arbitro: \| Vigne \| |
| Arbitro:                             | Vigne            |                 |                  |                         |

| 21 maggio 2023, ore 14:00 10ª giornata | Argonautes d'Aix-en-Provence | 34 – 32 referto | Dauphins de Nice | \| Arbitro: \| Vigne \| |
| Arbitro:                               | Vigne                        |                 |                  |                         |

## Statistiche di squadra
| Competizione | %Vittorie | In casa | In casa | In casa | In casa | In casa | In casa | In trasferta | In trasferta | In trasferta | In trasferta | In trasferta | In trasferta | Totale | Totale | Totale | Totale | Totale | Totale |
| Competizione | %Vittorie | G       | V       | N       | P       | Pf      | Ps      | G            | V            | N            | P            | Pf           | Ps           | G      | V      | N      | P      | Pf     | Ps     |
| ------------ | --------- | ------- | ------- | ------- | ------- | ------- | ------- | ------------ | ------------ | ------------ | ------------ | ------------ | ------------ | ------ | ------ | ------ | ------ | ------ | ------ |
| Campionato   | .400      | 5       | 3       | 0       | 2       | 97      | 61      | 5            | 1            | 0            | 4            | 88           | 102          | 10     | 4      | 0      | 6      | 185    | 163    |
| Totale       | .400      | 5       | 3       | 0       | 2       | 97      | 61      | 5            | 2            | 0            | 3            | 88           | 102          | 10     | 4      | 0      | 6      | 185    | 163    |